# Владимир Шервуд
Владѝмир О̀сипович Шѐрвуд (на руски: Владимир Осипович Шервуд) е руски художник, архитект и скулптор.

## Биография
Роден е на 30 август (18 август стар стил) 1832 година в Истлеево, Тамбовска губерния, където баща му, син на преселник от Англия, притежава текстилна фабрика. През 1857 година завършва Московско училище за живопис, скулптура и архитектура, през 1860 – 1865 година живее в Англия, където отива по покана на известния писател Чарлз Дикенс. През следващите години се утвърждава като известен портретист. През 1875 година печели с инженер Анатолий Семьонов конкурса за новия Исторически музей на Червения площад в Москва, който се превръща в един от образците на псевдоруския стил. През 1880 година започва работа по проект за Паметник на героите на Плевен, който трябва да бъде поставен на мястото на Обсадата на Плевен от 1877 година, но след разрива в българо-руските отношения е построен в Москва.
Владимир Шервуд умира на 21 юли (9 юли стар стил) 1897 година в Москва.